# Соколовка (Мглинский район)
Соколовка — село в Мглинском районе Брянской области России.
Расположено в 5 км к югу от города Мглина, на речке Судынка.

## История
Соколовка возникла в начале 18 века при Гетмане Скоропадском[каком?]. Населил её Антип Соколовский, сотник бакланский, выходец из семьи кушнеря. В 1712 году Гудович лишил его звания сотника а в 1727 году при полновластии Меньшикова Антипа Соколовского 63 раза били кнутом за то, что он якобы нанес оскорбление князю Меньшикову. Имя его сохранилось в названии села. В документах 1770 года Соколовка числилась селом.